# Ralf Tonnätt
Ralf Tonnätt (* 24. April 1931 in Hamburg; † 9. Januar 2015 in Berlin) war ein deutscher Politiker (SPD).

## Biografie
Ralf Tonnätt besuchte eine Oberschule und machte ab 1948 eine kaufmännische Lehre. Er arbeitete ab 1951 als Buchhalter bei verschiedenen Hamburger Firmen und trat 1957 der SPD bei. 1958 machte er Praktika in Heimen der Arbeiterwohlfahrt (AWO) und studierte ein Jahr später am Seminar für Sozialberufe der AWO in Mannheim. Nach einem Berufspraktikum beim Jugendamt Duisburg wurde Tonnätt 1962 Heimleiter eines Arbeiterwohnheims der AWO in Osnabrück. 1963 wurde er Sozialarbeiter und arbeitete ab 1967 im Berliner Bezirksamt Kreuzberg.
Im selben Jahr wurde Tonnätt bei der Berliner Wahl 1967 in die Bezirksverordnetenversammlung im Bezirk Kreuzberg gewählt, rückte aber im Mai 1967 in das Abgeordnetenhaus von Berlin nach, da Hans Kohlberger zum Bezirksstadtrat in Kreuzberg gewählt wurde. Nach dem Ablauf der Legislaturperiode 1971 schied Tonnätt aus dem Parlament aus.